# Heide Balzert
Heide Balzert (* 31. Januar 1955 in Essen) ist Professorin für Softwaretechnik und Systemanalyse im Fachbereich Informatik an der Fachhochschule Dortmund. Zu ihren Lehrgebieten zählen unter anderem Softwaretechnik, Web Engineering, Objektorientierte Analyse, Objektorientierter Entwurf und UML.

## Leben
Von 1976 bis 1981 studierte Balzert Informatik an der Universität Kaiserslautern. Anschließend folgte eine fünfjährige Industrietätigkeit in Nürnberg. Parallel zu ihrer beruflichen Tätigkeit promovierte sie 1984 an der Universität Karlsruhe auf dem Gebiet der Software-Qualitätssicherung. Von 1986 bis 1988 war sie Professorin an der Fachhochschule Nürnberg, seit 1988 ist sie Professorin an der Fachhochschule Dortmund. Sie ist OMG Certified UML Professional. Sie ist mit dem Informatiker Helmut Balzert verheiratet.

## Publikationen

### Werke
- Objektorientierung in 7 Tagen. Von der Idee zur fertigen Web-Anwendung. Springer-Verlag 2000, ISBN 3-827-40599-8.
- Lehrbuch der Objektmodellierung. Analyse und Entwurf mit der UML 2. 2. Auflage. Springer-Verlag 2005, ISBN 3-827-42903-X.
- UML 2 in 5 Tagen – Der schnelle Einstieg in die Objektorientierung. 2. Auflage. W3L-Verlag 2009, ISBN 3-937-13761-0
- Webdesign & Web-Usability – Basiswissen für Web-Entwickler, 2. Auflage, W3L-Verlag, 2009 (zusammen mit Uwe Klug und Anja Pampuch) (plus Online-Kurs)
- UML 2 kompakt mit Checklisten. 3. Aufl., Spektrum Akademischer Verlag 2010, ISBN 3-827-42506-9.
- Basiswissen Web-Programmierung – XHTML, CSS, JavaScript, XML, PHP, JSP, ASP.NET, Ajax. 2. Auflage, W3L-Verlag 2011, ISBN 3-868-34033-5.

### Artikel
- Modellieren oder Programmieren oder beides? – Plädoyer für einen schrittweisen Aufbau mentaler Modelle im Unterricht. In: LOG IN. Heft Nr. 128/129, 2004, S. 20–25 (zusammen mit Helmut Balzert).
- Die E-Learning-Plattform W3L – Anforderungen, Didaktik, Ergonomie, Architektur, Entwicklung, Einsatz. In: Wirtschaftsinformatik. 2/46/2004, S. 129–138 (zusammen mit Helmut Balzert und Olaf Zwintzscher).
- Lernen im Medienverbund – Die W3L-Lernplattform. In: LOG IN. 127/2004 (zusammen mit Helmut Balzert und Olaf Zwintzscher)